# Воскресенье (фильм, 2023)
«Воскресенье» (узб. Yakshanba) — драма узбекского режиссёра Шокира Холикова. Картина снята киностудией «Ёшлик» по заказу Агентства кинематографии Узбекистана.

## О фильме
Для Шокира Холикова «Воскресенье» стал дебютным полнометражным фильмом. Ранее молодой режиссёр снимал только короткометражные картины. Премьера киноленты состоялась 13 июня 2023 года в рамках 25-го Шанхайского международного кинофестиваля.

## Сюжет
Фильм повествует о конфликте поколений. Пожилая пара живёт в сельском доме привычной жизнью. У них большое хозяйство: стадо овец, огород, большой двор. Старики подрабатывают продажей ковров, которые они производят из шерсти баранов по технологиям своих предков. При этом у пары двое детей. Старший живёт недалеко от них, младший — за границей.
Пожилая пара консервативна — каждый предмет быта им дорог. Однако дети пытаются осовременить жизнь стариков. Младший сын хочет вернуться на родину и жениться, но только при условии, что ему разрешат снести старый глинобитный дом и построить кирпичный. Старший сын заботится о стариках и старается улучшить их жизнь новыми гаджетами, предметами бытовой техники. Родители же противятся, не желая никаких кардинальных перемен вокруг себя. События охватывают два месяца, но показаны в картине всего семь дней.

## Критика
Кинокритик Антон Долин включил «Воскресенье» в список «пяти новых завораживающих фильмов, снятых молодыми режиссёрами из Центральной Азии». По мнению критика, Холиков «наполняет щемящей грустью хронику ухода в прошлое стариков, с которыми незаметно исчезает само представление о семье».

## Награды
- Лауреат «Золотого кубка» XXV Shanhai International film festival в номинации «Новые таланты Азии»[6]
- Победитель в конкурсе центральноазиатских фильмов XV Ташкентского международного кинофестиваля[7][8]
- Гран-При международного конкурса на I Bishkek international film festival[9]
- Лауреат премий «Серебряный кукаль» и NETPAC Award на XXVIII Kerala International Film Festival[10]
- Победитель в номинации «Лучшая режиссёрская работа» на Red Sea International Film Festival — 2023[11]
- Победитель премии Alternativa Film Awards — 2023 в номинации «Особое упоминание в центре внимания»[12]
- Победитель национальной премии «Олтин Хумо» — 2023 в номинации «Лучший сценарий»[13]

## Номинации
- Шокир Холиков был номинирован на главную награду XXVIII Kerala International Film Festival «Золотой кукаль»[14]
- Шокир Холиков был среди номинантов на премии «Лучший режиссёр» и «Лучший сценарист» на XXV Shanhai International film festival[15]
- Номинация в категории «Полный метр» премии Alternativa Film Awards — 2023[16]

## Съемочная группа
Режиссёр — Шокир Холиков
Сценарий — Шокир Холиков
Продюсер — Акром Шахназаров, Шокир Холиков
Художник — Бекташ Раджабов, София Камалова
Оператор — Диёр Исматов, Анвар Файз
Монтажёр — Хуршид Алиходжаев